# Listă de momente de inerție planare
Următoarea este o listă de momente de inerție planare a unor forme. Momentul de inerție planar este o proprietate geometrică a unei arii care reflectă modul în care punctele sale sunt distribuite în raport cu o axă arbitrară și nu trebuie confundat cu momentul de inerție al masei. Totuși, dacă piesa este subțire, momentul de inerție al masei este egal cu momentul de inerție planar. Un moment de inerție planar are dimensiunea L (lungime) la puterea a patra, unitatea de măsură în SI este metri la puterea a patra (m4).

## Momente de inerție planare
În tabelul următor momentele de inerție axiale sunt
{\displaystyle I_{x}=\iint _{A}y^{2}\,dx\,dy,}   respectiv
{\displaystyle I_{y}=\iint _{A}x^{2}\,dx\,dy.}
| Descriere | Imagine                                                        | Moment de inerție | Observații |
| --- | -------------------------------------------------------------- | --- | --- |
| Profil rotund plin cu raza r |                                                                | {\displaystyle {\begin{aligned}I_{x}&={\frac {\pi }{4}}r^{4}\\[3pt]I_{y}&={\frac {\pi }{4}}r^{4}\\[3pt]I_{p}&={\frac {\pi }{2}}r^{4}\end{aligned}}} | {\displaystyle I_{p}} este momentul de inerție polar |
| Profil inelar cu raza internă r1 și raza externă r2                                                                                     |                                                                | {\displaystyle {\begin{aligned}I_{x}&={\frac {\pi }{4}}\left({r_{2}}^{4}-{r_{1}}^{4}\right)\\[3pt]I_{y}&={\frac {\pi }{4}}\left({r_{2}}^{4}-{r_{1}}^{4}\right)\\[3pt]I_{p}&={\frac {\pi }{2}}\left({r_{2}}^{4}-{r_{1}}^{4}\right)\end{aligned}}}                                                         | Pentru țevi cu pereți subțiri, {\displaystyle r\equiv r_{1}\approx r_{2}} și {\displaystyle r_{2}\equiv r_{1}+t}. Ca urmare, pentru acestea, {\displaystyle I_{x}=I_{y}\approx \pi r^{3}t}. |
| Sector de cerc plin cu unghiul θ în radiani și raza r, față de axa care trece prin centrul de masă și centrul cercului                  |                                                                | {\displaystyle I_{x}=\left(\theta -\sin \theta \right){\frac {r^{4}}{8}}} | Formula este valabilă doar pentru {\displaystyle 0\leq \theta \leq 2\pi } |
| Semicerc plin cu raza r, față de axa care trece prin centrul de masă și este paralelă cu baza                                           |                                                                | {\displaystyle {\begin{aligned}I_{x}&=\left({\frac {\pi }{8}}-{\frac {8}{9\pi }}\right)r^{4}\approx 0.1098r^{4}\\[3pt]I_{y}&={\frac {\pi r^{4}}{8}}\end{aligned}}} | |
| Semicerc plin ca mai sus, dar față de axa coliniară coliniară cu baza                                                                   |                                                                | {\displaystyle {\begin{aligned}I_{x}&={\frac {\pi r^{4}}{8}}\\[3pt]I_{y}&={\frac {\pi r^{4}}{8}}\end{aligned}}} | {\displaystyle I_{x}}: Aceasta este o consecință a teoremei axei paralele și a faptului că distanța dintre axele x ale celei precedente și aceasta este {\displaystyle {\frac {4r}{3\pi }}} |
| Sfert de cerc plin cu raza r cu axele coliniare cu bazele                                                                               |                                                                | {\displaystyle {\begin{aligned}I_{x}&={\frac {\pi r^{4}}{16}}\\[3pt]I_{y}&={\frac {\pi r^{4}}{16}}\end{aligned}}} | |
| Sfert de cerc plin cu raza r, cu axele trecând prin centrul de masă                                                                     |                                                                | {\displaystyle {\begin{aligned}I_{x}&=\left({\frac {\pi }{16}}-{\frac {4}{9\pi }}\right)r^{4}\approx 0.0549r^{4}\\[3pt]I_{y}&=\left({\frac {\pi }{16}}-{\frac {4}{9\pi }}\right)r^{4}\approx 0.0549r^{4}\end{aligned}}}                                                                                  | Aceasta este o consecință a teoremei axei paralele și a faptului că distanța dintre axele x ale celei precedente și aceasta este {\displaystyle {\frac {4r}{3\pi }}}                        |
| Elipsă plină cu semiaxa mare, a, în direcția axei x, iar semiaxa mică b                                                                 |                                                                | {\displaystyle {\begin{aligned}I_{x}&={\frac {\pi }{4}}ab^{3}\\[3pt]I_{y}&={\frac {\pi }{4}}a^{3}b\end{aligned}}} | |
| Dreptunghiplin cu baza b și înălțimea h, față de axele trecând prin centrul de masă                                                     |                                                                | {\displaystyle {\begin{aligned}I_{x}&={\frac {bh^{3}}{12}}\\[3pt]I_{y}&={\frac {b^{3}h}{12}}\end{aligned}}} | |
| Dreptunghi plin ca mai sus, față de axele coliniare cu laturile.                                                                        |                                                                | {\displaystyle {\begin{aligned}I_{x}&={\frac {bh^{3}}{3}}\\[3pt]I_{y}&={\frac {b^{3}h}{3}}\end{aligned}}} | Aceasta este o consecință a teoremei axei paralele |
| Drepunghi gol, cu golul cu baza b1 și înălțimea h1                                                                                      |                                                                | {\displaystyle {\begin{aligned}I_{x}&={\frac {bh^{3}-b_{1}{h_{1}}^{3}}{12}}\\[3pt]I_{y}&={\frac {b^{3}h-{b_{1}}^{3}h_{1}}{12}}\end{aligned}}} | |
| Triunghi plin cu baza b, înălțimea h și apexul la distanța orizontală a de un vârf al bazei, față de axele trecând prin centrul de masă |                                                                | {\displaystyle {\begin{aligned}I_{x}&={\frac {bh^{3}}{36}}\\[3pt]I_{y}&={\frac {b^{3}h-b^{2}ha+bha^{2}}{36}}\\[3pt]I_{xy}&=-{\frac {bh^{2}}{72}}(b-2a)\end{aligned}}} | |
| Triunghi ca mai sus, față de axele coliniare cu baza                                                                                    |                                                                | {\displaystyle {\begin{aligned}I_{x}&={\frac {bh^{3}}{12}}\\[3pt]I_{y}&={\frac {b^{3}h+b^{2}ha+bha^{2}}{12}}\end{aligned}}} | Aceasta este o consecință a teoremei axei paralele și a faptului că distanța dintre axele x ale celei precedente și aceasta este 1/3                                                        |
| Profil cornier cu aripi egale (idealizat)                                                                                               | În imagine axele sunt rotite cu 45° față de celelalte imagini. | {\displaystyle {\begin{aligned}I_{x}&={\frac {d(2b-d)(2b^{2}-2bd+d^{2})}{12}}\\[3pt]I_{y}&={\frac {d(2b^{4}-4b^{3}d+8b^{2}d^{2}-6bd^{3}+d^{4})}{12(2b-d)}}\\[3pt]I_{xy}&={\frac {b^{2}d(b-d)^{2}}{4(d-2b)}}\\[3pt]I_{BB}&={\frac {d(2b^{4}-4b^{3}d+8b^{2}d^{2}-6bd^{3}+d^{4})}{12(2b-d)}}\end{aligned}}} | {\displaystyle I_{xy}} este momentul de inerție centrifugal, folosit la determinarea axelor de inerție principale.                                                                          |

Pentru profile laminate din oțel momentele de inerție se găsesc în lucrări de sprecialitate.
Poligoane regulate
La orice poligon regulat relațiile sunt valabile atât pentru o axă orizontală, cât și pentru una verticală prin centrul de masă, cât și pentru orice altă axă care trece prin centrul de masă.
| +Poligoane regulate                             |         | |
| Descriere                                       | Imagine | Moment de inerție |
| ----------------------------------------------- | ------- | --- |
| Triunghi echilateral plin cu lungimea laturii a |         | {\displaystyle {\begin{aligned}I_{x}&={\frac {a^{4}}{32{\sqrt {3}}}}\approx 0.01804a^{4}\\[3pt]I_{y}&={\frac {a^{4}}{32{\sqrt {3}}}}\approx 0.01804a^{4}\end{aligned}}}         |
| Pătrat plin cu lungimea laturii a               |         | {\displaystyle {\begin{aligned}I_{x}&={\frac {a^{4}}{12}}\\[3pt]I_{y}&={\frac {a^{4}}{12}}\end{aligned}}}                                                                       |
| Hexagon regulat plin cu lungimea laturii a      |         | {\displaystyle {\begin{aligned}I_{x}&={\frac {5{\sqrt {3}}}{16}}a^{4}\approx 0.54126a^{4}\\[3pt]I_{y}&={\frac {5{\sqrt {3}}}{16}}a^{4}\approx 0.54126a^{4}\end{aligned}}}       |
| Octogon regulat plin cu lungimea laturii a      |         | {\displaystyle {\begin{aligned}I_{x}&={\frac {11+8{\sqrt {2}}}{12}}a^{4}\approx 1.85947a^{4}\\[3pt]I_{y}&={\frac {11+8{\sqrt {2}}}{12}}a^{4}\approx 1.85947a^{4}\end{aligned}}} |